# Abilene Christian University
Abilene Christian University (ACU) är ett privat universitet i Abilene i Texas i USA, grundat 1906. Utbildningen vid Childers Classical Institute inleddes den 11 september 1906 med 25 studenter. Det officiella namnbytet till Abilene Christian College skedde den 20 april 1920, medan namnet Abilene Christian University togs i bruk i februari 1976.

## Kända alumner
- Janice Hahn, politiker
- John Layfield, wrestlare
- Ted Poe, politiker